# سفيد دشت
سفيد دشت (بالفارسية: سفیددشت) هي مدينة تقع في إيران في الناحية المركزية لمقاطعة بروجن. يقدر عدد سكانها بـ 5,880 نسمة .